# تسخين بالجاذبية

ارتفاع السوائل حسب الكثافات

التسخين بالجاذبية هو عبارة عن إحدى الطرق المستعملة للتدفئة، حيث يتم الاستفادة من الجاذبية الأرضية في هذه الحالة من أجل التدفئة ويُستغنى عن تجهيزات الدوران التي قد تكون لازمة في محطات أخرى لأن الدوران هنا يحدث بفعل الجاذبية فقط.

## آلية العمل
الماء الساخن والذي تكون كثافته قليلة يرتفع للأعلى (الجزء الساخن من المشع). الجزء الآخر من المشع يكون أبرد وبذلك يتكاثف الماء عليه ومن ثم ينزل بفعل الإرتفاع (الجاذبية). بهذه الطريقة تستمر هذه الدورة البسيطة غير المكلفة والتي لا تحتاج إلى تسخين خارجي (بالكهرباء مثلا). الطاقة التي يفقدها بخار الماء (الساخن) على المشع نستفيد منها للتدفئة في المنازل.

## تطبيقات
استخدم هذا النوع من التدفئة في الستينيات في بعض الدول (كألمانيا الشرقية) ومع مرور الوقت تم اسبداله بطرق أكثر تطوراً.

## فوائد
- لا حاجة للكهرباء في نظام التسخين بالجاذبية
- لا يصدر أصوات مزعجة (هادئ جدا)